# Joe Grifasi
Joseph G. Grifasi, conocido artísticamente como Joe Grifasi (14 de junio de 1944 en Búfalo, Nueva York), es un actor estadounidense

## Biografía
Grifasi estudió y se graduó en el instituto católico Bishop Fallon de Búfalo. Más tarde se uniría al Ejército tras salir la Universidad de Canisius. 
Su carrera artística empezaría en la Facultad de Artes de Yale donde conocería a su futura mujer, la soprano Jane Ira Bloom.

## Filmografía
- The Deer Hunter (1978)
- Honky Tonk Freeway (1981)
- Bajo sospecha (1982)
- Splash (1984)
- The Pope of Greenwich Village (1984)
- The Flamingo Kid (1984)
- El gran despilfarro (1985)
- Bad Medicine (1985)
- F/X (1986)
- Matewan (1987)
- Moonstruck (1987)
- Tallo de hierro (1987)
- The Appointments of Dennis Jennings (1988)
- Big BusinessBig Business (1988)
- The Naked Gun (1988)
- Eternamente amigas (1988)
- El cielo se equivocó (1989)
- Presumed Innocent (1990)
- Primary Motive (1992)
- Sinatra (1992)
- Citizen Cohn (1992)
- Benny & Joon (1993)
- The Hudsucker Proxy (1994)
- The Naked Gun 33⅓: The Final Insult (1994)
- Natural Born Killers (1994)
- Heavy (1995)
- Tall Tale (1995)
- Batman Forever (1995)
- Money Train (1995)
- Two Bits (1995)
- One Fine Day (1996)
- The Naked Man (1998)
- Forasteros en Nueva York (1999)
- Switching Goals (1999)
- The Other Me (2000)
- 61* (2001)
- Changing Lanes (2002)
- Auto Focus (2002)
- 13 Going on 30 (2004)
- The Bronx Is Burning (2007)